# Tom Mannewitz
Tom Mannewitz (* 2. Oktober 1987 in Wurzen) ist ein deutscher Politikwissenschaftler und seit 2021 Inhaber der Professur für politischen Extremismus und politische Ideengeschichte an der Hochschule des Bundes für öffentliche Verwaltung im Fachbereich Nachrichtendienste am Zentrum für Nachrichtendienstliche Aus- und Fortbildung (ZNAF) in Berlin.

## Leben und Wirken
Mannewitz studierte von 2006 bis 2009 Politikwissenschaft und Kommunikationswissenschaft (Bachelor) an der Technischen Universität Dresden. 2012 wurde er von Eckhard Jesse an der Technischen Universität Chemnitz als Stipendiat der FAZIT-Stiftung zum Thema „Linksextremistische Parteien in Europa nach 1990. Ursachen für Wahlerfolge und -misserfolge“ promoviert.
Anschließend war er für ein Jahr als wissenschaftlicher Mitarbeiter an Jesses Lehrstuhl tätig, ehe er ein Postdoc-Stipendium der Fritz Thyssen Stiftung annahm. 2014 folgten die Habilitation zum Dr. phil. habil. (Thema: „Politische Kultur und demokratischer Verfassungsstaat. Ein subnationaler Vergleich zwei Jahrzehnte nach der Wiedervereinigung“) und der Ruf auf die Juniorprofessur „Politikwissenschaftliche Forschungsmethoden“ an der Technischen Universität Chemnitz. Im Wintersemester 2016/17 war er Gastdozent an der Universidad Francisco de Vitoria in Madrid.

### Forschungsschwerpunkte
Mannewitz‘ Forschungsschwerpunkte liegen in der Demokratie-, Extremismus- und Populismusforschung sowie den politikwissenschaftlichen Forschungsmethoden. Er publizierte mehrere Bücher, Buchbeiträge und Zeitschriftenaufsätze (darunter im Jahrbuch Extremismus & Demokratie) und meldet sich regelmäßig zu seinen Forschungsthemen in den Medien (u. a. Frankfurter Allgemeine Zeitung, ZDFinfo, Deutschlandfunk) zu Wort.

### Preisträger
Mannewitz erhielt für seine Forschung mehrere Preise, darunter 2014 den Stiftungspreis der Demokratie-Stiftung der Universität zu Köln für die Habilitationsschrift und 2017 den Sonderpreis der Erich-Glowatzky-Stiftung. 2019 war er einer der vier Nachwuchswissenschaftler, die den „Call for Papers“ des Bundespräsidenten zur „Demokratie der Zukunft“ gewannen, der auf dem Jahreskongress 2018 der Deutschen Vereinigung für Politikwissenschaft ausgelobt worden war:

### Mitgliedschaften
Mannewitz ist Mitglied unter anderem in der Deutschen Vereinigung für Politikwissenschaft, der Deutschen Gesellschaft für Politikwissenschaft (DGfP) und war zwischen 2017 und 2019 Sachverständiger in der Enquete-Kommission des Thüringer Landtags „Ursachen und Formen von Rassismus und Diskriminierungen in Thüringen sowie ihre Auswirkungen auf das gesellschaftliche Zusammenleben und die freiheitliche Demokratie“.

## Schriften (Auswahl)

### Monografien
- Postkommunistische Parteien in mittelosteuropäischen Demokratien. Bedingungen ihrer Parlamentseinzüge. AVMpress, München 2011, ISBN 978-3-86924-113-5.
- Linksextremistische Parteien in Europa nach 1990. Ursachen für Wahlerfolge und -misserfolge. Nomos, Baden-Baden 2012, ISBN 978-3-8329-7553-1.
- Politische Kultur und demokratischer Verfassungsstaat. Ein subnationaler Vergleich zwei Jahrzehnte nach der deutschen Wiedervereinigung. Nomos, Baden-Baden 2015, ISBN 978-3-8487-2110-8.
- mit Hermann Ruch, Tom Thieme, Thorsten Winkelmann: Was ist politischer Extremismus? Grundlagen, Erscheinungsformen, Interventionsansätze. Wochenschau Verlag, Frankfurt a. M. 2018, ISBN 978-3-7344-0641-6.
- Das erste Forschungsprojekt. Karte und Kompass für junge Politik- und SozialwissenschaftlerInnen. Nomos, Baden-Baden 2020, ISBN 978-3-7489-0864-7.
- mit Tom Thieme: Gegen das System. Linker Extremismus in Deutschland. bpb, Bonn 2020, ISBN 978-3-7425-0588-0.
- mit Wolfgang Rudzio: Das politische System der Bundesrepublik Deutschland, 11. Aufl., Wiesbaden 2022, ISBN 978-3-658-39077-8.
- mit Wolfgang Rudzio: The Political System of the Federal Republic of Germany, Wiesbaden 2023, ISBN 978-3-658-41370-5.

### Herausgeberschaften
- Politische Kultur in der »Stadt der Moderne«. Chemnitzer Einstellungen zu Demokratie, Politikern und Teilhabe. Universitätsbibliothek der Technischen Universität Chemnitz 2017, ISBN 978-3-944640-95-2.
- Die Demokratie und ihre Defekte. Analysen und Reformvorschläge. Springer, Wiesbaden 2018, ISBN 978-3-658-20848-6.
- mit Eckhard Jesse: Extremismusforschung. Handbuch für Wissenschaft und Praxis. Nomos, Baden-Baden 2018, ISBN 978-3-8452-9279-3.
- mit Sebastian Liebold, Madeleine Petschke, Tom Thieme: Demokratie in unruhigen Zeiten. Festschrift für Eckhard Jesse. Nomos, Baden-Baden 2018, ISBN 978-3-8452-8463-7.
- mit Adriaan Kühn: Protest on the Rise? Political Aftershocks of the Financial and the Migrant Crisis in Germany and Spain. Verlag der Universidad Francisco de Vitoria (LC), Madrid 2018, ISBN 978-84-17641-00-9.
- mit Eckhard Jesse, Isabelle-Christine Panreck: Populismus und Demokratie. Interdisziplinäre Perspektiven. Nomos, Baden-Baden 2019, ISBN 978-3-8487-5291-1.